# しし座DP星
しし座DP星(DP Leonis)は、太陽から約1304光年離れた位置にある食連星であり、恐らくポーラーとも呼ばれるヘルクレス座AM星型の激変星である。この系は、白色矮星と赤色矮星が軌道周期約1.5時間の非常に近い軌道を公転しており、さらに太陽系外惑星を持っている。

## 惑星系
2010年、Qian et al.は、食連星系の周りを公転する惑星質量程度の3番目の天体の発見を発表した。3番目の天体の存在は、2002年には既に疑われていた。この天体は、木星質量の約6倍で、連星から8.6天文単位離れている。
| 名称 （恒星に近い順） | 質量          | 軌道長半径 （天文単位） | 公転周期 (年) | 軌道離心率  | 軌道傾斜角 | 半径 |
| --------------------- | ------------- | ----------------------- | ------------- | ----------- | ---------- | ---- |
| b                     | ≥6.1 ± 0.5 MJ | 8.2 ± 0.4               | 28.0 ± 2.0    | 0.39 ± 0.13 | —          | —    |